# Zwirowe
Zwirowe (ukr. Звірове) – wieś na Ukrainie, w obwodzie donieckim, w rejonie pokrowskim. W 2001 liczyła 1037 mieszkańców, wśród których 902 jako ojczysty język wskazało ukraiński, 125 rosyjski, 2 mołdawski, 1 białoruski, a 3 inny. Ewakuowano ludność wsi.